# TULIP BEST 心の旅
『TULIP BEST 心の旅』（チューリップベスト こころのたび）は、チューリップのベスト・アルバム。1973年6月5日発売。

## 解説
チューリップ初のベスト・アルバムで、それまでに発表した楽曲から8曲と新曲4曲が収録されている。
背水の陣で『心の旅』を発売したばかりだったが、プロデューサーの新田和長はヒットを確信しており、会社側の不安を他所にベスト・アルバムを出すことにした。
LP版にはメンバーのポスターが封入されており、バンドの成功への自信が窺える。

## 収録曲

### LP
SIDE A
1. 心の旅
  - 作詞／作曲：財津和夫　編曲：チューリップ・青木望　ボーカル：姫野達也
  - チューリップ最大のヒット曲。
2. 僕のお嫁さん
  - 作詞／作曲：財津和夫　編曲：チューリップ　ボーカル：財津和夫
  - 「自宅に着いたとき、こんなお嫁さんがいたらなあ」という思いを描いた楽曲。
  - ライブでは替え歌で披露されたこともあった。
3. 道化者
  - 作詞／作曲：財津和夫　編曲：チューリップ　ボーカル：吉田彰
4. 二人で山へ行こう
  - 作詞／作曲：財津和夫　編曲：チューリップ・青木望　ボーカル：吉田彰
  - 前曲からつながる形で収録されており、ライブでも同様の形で演奏されていた。
  - 35周年ツアーでアンコールのオオトリとして演奏された際は、この曲のみの単体で、メンバー全員のボーカルにより演奏された。
5. 風よ
  - 作詞／作曲：財津和夫　編曲：チューリップ・青木望　ボーカル：財津和夫
  - 当初3枚目のシングルとして作成されていた曲だが、ヒットさせるには弱いと判断されて、結果的に『心の旅』の制作へとつながった楽曲。ギターとストリングスによる、フォーク色の強い曲。
  - 大ヒットとなった『心の旅』とは対照的に取り上げられることがほとんどなかった楽曲ではあったが、財津としては思うところがあったのか、1989年の解散ツアーのアンコールでは、定番曲や人気曲と並んでメドレー形式で演奏された。
6. 千鳥橋渋滞
  - 作詞：安部俊幸／作曲：姫野達也　編曲：チューリップ　ボーカル：姫野達也
  - アルバム『魔法の黄色い靴』収録曲。

SIDE B
1. 魔法の黄色い靴
  - 作詞／作曲：財津和夫　編曲：チューリップ・木田高介　ボーカル：財津和夫
  - デビューシングル。
  - ただし、ピアノがオーバーダビングしたバージョンが収録されており、このアルバムでしか聴くことができない。
2. 一人の部屋
  - 作詞／作曲：財津和夫　編曲：チューリップ・青木望　ボーカル：財津和夫
  - 2枚目のシングル
3. 夢中さ君に
  - 作詞／作曲：財津和夫　編曲：チューリップ・青木望　ボーカル：財津和夫
  - シングル『心の旅』のカップリング曲。
  - 人気曲であり、ライブでも欠かすことのできない楽曲。
4. 君のために生れかわろう
  - 作詞／作曲：財津和夫　編曲：チューリップ・青木望　ボーカル：財津和夫
  - アルバム『君のために生れかわろう』収録曲。
5. 田舎へ引越そう
  - 作詞／作曲：財津和夫　編曲：チューリップ　ボーカル：財津和夫
  - シングル『一人の部屋』にカップリング曲。
6. 電車
  - 作詞：安部俊幸／作曲：姫野達也　編曲：チューリップ　ボーカル：姫野達也
  - アルバム『君のために生れかわろう』収録曲。

### CD
1. 心の旅
2. 僕のお嫁さん
3. 道化者
4. 二人で山へ行こう
5. 風よ
6. 千鳥橋渋滞
7. 魔法の黄色い靴
8. 一人の部屋
9. 夢中さ君に
10. 君のために生れかわろう
11. 田舎へ引越そう
12. 電車

## クレジット
Produced by Kazunaga Nitta for TOSIHIBA-EMI LIMITED
Engineered by Ken Kosuge(A-6,B-1.2.4.5.6), Takeshi Itoh(A-1,2,3,4), Jack Hunt(A-5, B-3)
Art Direction by Hideo Mizutani
Photograph by Kenji Hata